# Mixotricha paradoxa
Mixotricha paradoxa – gatunek pierwotniaka z rodziny Devescovinidae. Wiciowiec zaliczany do supergrupy Excavata. Żyje symbiotycznie w płynnej treści pokarmowej jelita tylnego australijskiego termita Mastotermes darwiniensis, będąc jednym z największych organizmów jego mikrobiomu. 

## Budowa
Mixotricha paradoxa jest dużym, widocznym gołym okiem, przedstawicielem trychomonad. Ma spłaszczony, gruszkowaty kształt – przybliżone wymiary ciała to 340 μm długości, 200 μm szerokości i 25 μm grubości, zwykle mało zmienny, może się wyginać. Jądro komórkowe małe – 20 μm × 7 μm. Podobnie jak inne pierwotniaki z tej linii ewolucyjnej (nazywanej czasem Archaeozoa) nie ma mitochondriów i jest anaerobem. 

## Symbioza
Ze względu na złożoność układów symbiotycznych, w których bierze udział, jest podawany, m.in. przez Lynn Margulis, jako argument za uznaniem istotnej roli symbiozy w ekologii i ewolucji oraz jako przykład, ilustrujący trudności z ustaleniem odrębności osobników. Zdaniem badaczki aktywność Mixotricha paradoxa ilustruje, jak mogła zachodzić symbiogeneza.

### Zdolność poruszania się
Ciało Mixotricha paradoxa oprócz struktur typowych dla wszystkich parabasaliów ma cytoszkieletalne powłoki, umożliwiające przyczepianie się epibiontycznych bakterii różnych typów. Większość komórki pokrywają rzędy zasiedlone przez Gram-ujemne pałeczki. Ponadto w różnych rejonach organizmu Mixotricha paradoxa żyją inne, duże pałeczki spokrewnione z Bacteroides oraz krętki z nowo opisanego gatunku Canaleparolina darwiniensis (duże) i Treponema (małe), a także gatunek krętka, o pośredniej wielkości, przypominający rodzaj Borrelia. Liczba ektosymbiotycznych bakterii wynosi po kilkaset tysięcy na osobniku. Ruchy krętków przyczepionych do komórki pierwotniaka służą mu do poruszania się, podczas gdy jego własne cztery wici z przodu ciała służą jedynie do nadawania kierunku. Jest to rzadki przypadek symbiozy między organizmami eukariotycznymi i prokariotycznymi, którego skutkiem jest zdolność ruchu. Usunięcie symbiotycznych bakterii, np. przy użyciu antybiotyków, po których zastosowaniu krętki przekształcają się w cystowate twory, być może przetrwalniki, sprawia, że wiciowiec przyjmuje postać kulistą i traci zdolność ruchu. Podobne, choć słabsze skutki przynosi niedobór pożywienia. 
Pierwotnie uważano, że zamieszkujące ciało pierwotniaka krętki są jego rzęskami. Naturę ruchu i symbiotyczny układ rozpoznano dopiero po mniej więcej trzydziestu latach od odkrycia organizmu. Ścisły związek Mixotricha paradoxa z jego symbiotycznymi bakteriami sprawia, że niektórzy rozszerzają na takie przypadki pojęcie chimery i uważają, że genomy jego symbiontów należy rozpatrywać łącznie (podobnie jak zwykle rozpatruje się leżące w tej samej komórce genomy jądra, mitochondriów i – u glonów i roślin – chloroplastów), przez co jest określany jako istota o kilku genomach.

### Gatunek symbiotyczny termita
W momencie odkrycia uważano, że Mixotricha paradoxa jest pasożytem termitów. Ponieważ w komórkach Mixotricha paradoxa znajdowane są fragmenty drewna, jak również wyizolowano z nich kilka enzymów trawiących składniki drewna (zwłaszcza celulazy i ksylanazy), uważa się, że wiciowiec ten bierze udział w trawieniu materiału roślinnego w jelitach termitów. Kilkudniowe głodzenie termita powoduje zanik zasiedlających go wiciowców, w tym Mixotricha paradoxa, a następnie zanik aktywności celulazy w jego jelicie tylnym, co jest wiązane z udziałem pierwotniaków w trawieniu celulozy. Podobny efekt daje karmienie termitów pokarmem niezawierającym celulozy (skrobią). Przywrócenie typowej, celulozowej diety, co prawda przywraca zdolność termitów do wytwarzania celulazy, jednak pozbawione symbiotycznych pierwotniaków giną, co sugeruje, że ich udział w trawieniu celulozy jest niezbędny. Pewne badania wskazują jednak na to, że własny aparat trawienny wiciowców zasiedlających jelita termitów jest przynajmniej częściowo nieaktywny, gdyż korzystają one z enzymów wytwarzanych przez ślinianki gospodarza.